# Larache (provins)
Larache (arabiska: إقليم العرائش, franska: Province de Larache) är en provins i Marocko.   Den ligger i regionen Tanger-Tétouan-Al Hoceïma, 160 km nordost om huvudstaden Rabat. Antalet invånare är 472 386. Arean är 2 690 kvadratkilometer.